# アンドリュー・ジャクソン (原子力潜水艦)
|           |                                                  |
| 艦歴      |                                                  |
| 発注:     | 1960年7月23日                                    |
| 起工:     | 1961年4月26日                                    |
| 進水:     | 1962年9月15日                                    |
| 就役:     | 1963年7月3日                                     |
| 退役:     | 1989年8月31日                                    |
| その後:   | 原子力艦再利用プログラム                         |
| 除籍:     | 1989年8月31日                                    |
| 性能諸元  |                                                  |
| 排水量:   | 水上 7,250トン 水中 8,250トン                    |
| 全長:     | 129.6 m (425 ft)                                 |
| 全幅:     | 10 m (33 ft)                                     |
| 吃水:     | 9.6 m (31.5 ft)                                  |
| 機関:     | 原子力ギアード・タービン                         |
| 主機関:   | S5W原子炉                                        |
| 最大速:   |                                                  |
| 兵員:     |                                                  |
| 兵装:     | 潜水艦発射弾道ミサイル16基 21インチ魚雷発射管4門 |
| モットー: | One man with courage is a majority               |

アンドリュー・ジャクソン (USS Andrew Jackson, SSBN-619) は、アメリカ海軍の原子力潜水艦。ラファイエット級原子力潜水艦の3番艦。艦名は第7代大統領アンドリュー・ジャクソンにちなむ。その名を持つ艦としては2隻目。

## 艦歴
アンドリュー・ジャクソンの建造は1960年7月23日にカリフォルニア州ヴァレーホのメア・アイランド海軍造船所に発注され、1961年4月26日に起工した。1962年9月15日にエステス・キーフォーバー夫人によって命名、進水し、1963年7月3日にブルー班艦長アルフレッド・J・ホイットル中佐およびゴールド班艦長ジェームズ・B・ウィルソン中佐の指揮下就役する。
就役後はパナマ運河を経由して東海岸に向かう。フロリダ州ケープカナベラルでの整調訓練の間、10月1日および10月11日にポラリスミサイルの発射に成功する。10月26日に同級で初めて水中からポラリスミサイルを発射するのに成功した。水中発射試験は11月11日にも行われた。5日後の1963年11月16日、ジョン・F・ケネディ大統領はオブザヴェーション・アイランド (USS Observation Island, EAG-154) に乗艦し、アンドリュー・ジャクソンのポラリスミサイル発射試験を視察し、ウィルソン艦長とゴールド班乗組員の「印象的なチームワーク」を称賛した。
アンドリュー・ジャクソンは1989年8月31日に退役し、同日除籍された。その後ワシントン州ブレマートンで原子力艦再利用プログラムに従って解体され、作業は1999年8月30日に完了した。